# 蓋兒·桑德嘉
蓋兒·桑德嘉（英語：Gale Sondergaard，1899年2月15日—1985年8月14日），美國電影演員，是第一个获得奧斯卡最佳女配角獎的女演员。